# Christophe Dauphin (comédien)
 (avril 2016).
Si vous disposez d'ouvrages ou d'articles de référence ou si vous connaissez des sites web de qualité traitant du thème abordé ici, merci de compléter l'article en donnant les références utiles à sa vérifiabilité et en les liant à la section « Notes et références ».
Pour les articles homonymes, voir Christophe Dauphin et Dauphin.
Christophe Dauphin est un auteur et comédien français né le 19 novembre 1966 à Corbeil-Essonnes (Seine-et-Oise).

## Théâtre
- Va compter la lune d'Eliane Gallet mise en scène de l'auteur - comédien - création 1998 aux Arènes de Lutèce
- Droits de succession de Eric Delcourt et Vincent Azé - comédien - création au Petit Théâtre de Paris le 16 avril 1998 - reprise au Café de la Gare du 22 juillet au 10 octobre 1998
- Le Portrait de Dorian Gray d'après Oscar Wilde mise en scène d'Alexandre Vaz - créée le 8 janvier 2002 au théâtre de Château Landon à Paris
- Folie printanière coauteur avec Dominique Couttance - et co-metteur en scène avec Pascal Rocher - créée le 16 octobre 2004 au Théâtre Le Splendid - avec Sandra Colombo, Jocelyne Cazanobes, Anne-France Mayon, Pascal Rocher, Hervé Chassing et Eric Forcinal
- Tamisez-moi le galley de Rémi Jousse et Gérald Duchemin - comédien aux côtés de Sandra Colombo, Marie-Laure Malric, Anne-France Mayon, Pascal Rocher et Stéphane Aubin, pièce loufouque mise en scène par Pascal Rocher au théâtre "Le Temple"
- Comme ils disent de et avec Christophe Dauphin et Pascal Rocher - mise en scène par Christophe Canard - créée le 25 avril 2008 au théâtre Côté Cour à Paris et toujours à l'affiche depuis.

En mai 2008, la pièce remporte le prix du public, le prix du jury et celui de l'affiche au Festival de Théâtre Gay et Lesbien de Paris. Elle est reprise aussitôt à la Comédie Bastille du 26 juin au 15 novembre 2008 puis s'installe à compter du 18 novembre 2008 au théâtre le Mélo d'Amélie ou la 426e représentation est donnée le samedi 9 janvier 2010. Le 15 janvier 2010 la pièce se joue au Théâtre Le Temple rue du Faubourg du Temple et à compter septembre 2010, la pièce est jouée tous les soirs au Théâtre Le Temple par deux duos en alternance : les auteurs Christophe Dauphin - Pascal Rocher et Benoît Tachoires - Arnaud Schmitt. Dernière représentation au Temple le dimanche 16 janvier et reprise dès le 18 janvier au Point Virgule du mardi au samedi soir.